# Браун, Элайла
Элайла Браун (англ. Alyla Browne; род. 7 апреля 2010 года, Сидней, Австралия) — австралийско-эстонская актриса, наиболее известная по роли юной Фуриосы в фильме «Фуриоса: Хроники Безумного Макса» (2024), а также по ролям Шарлотты в фильме «Чёрная вдова. Укус смерти» (2024) и Марии Роботник в «Соник 3 в кино» (2024).

## Биография
Браун родилась 7 апреля 2010 года в Сиднее, Австралия, в семье Тины и Невилла Браун. Она имеет австралийское и эстонское гражданство. У неё есть две старшие сестры — Занти и Авива. В возрасте шести недель она переехала с семьёй в Лос-Анджелес, где её отец, бизнесмен и промышленник, открыл крупный завод по переработке пластиковых бутылок. Когда Браун исполнилось шесть лет, её семья вернулась в Австралию.
В настоящее время она проживает с семьёй в Австралии и обучается в школе искусств в Сиднее.

## Карьера
Когда семья Браун жила в Лос-Анджелесе, она несколько лет наблюдала, как её старшие сёстры посещали актёрские курсы в Beverly Hills Playhouse, но была слишком мала, чтобы присоединиться. Это вдохновило её на актёрскую карьеру, и, когда семья вернулась в Австралию, она начала сниматься в рекламных роликах в возрасте шести лет.
В 2019 году, в возрасте девяти лет, она дебютировала на экране, снявшись в двух эпизодах австралийского сериала «Решала». В 2020 году появилась в небольшой роли в фильме «Дети Кукурузы», а в 2021 году исполнила роль дочери персонажа Николь Кидман в сериале «Девять совсем незнакомых людей». В 2022 году сыграла юную Алитею в фильме Джорджа Миллера «Три тысячи лет желаний».
В 2021 году стало известно, что Браун сыграет юную Элис Харт в мини-сериале «Потерянные цветы Элис Харт» вместе с Сигурни Уивер. Премьера сериала состоялась 4 августа 2023 года. За эту роль была номинирована на премию «Молодой актёр». В том же году она получила роль юной Фуриосы в фильме Джорджа Миллера «Фуриоса: Хроники Безумного Макса». Премьера фильма прошла 15 мая 2024 года на Каннском кинофестивале, а в широкий прокат он вышел 24 мая 2024 года. За эту роль она получила номинацию на премию «Выбор критиков» в категории «Лучший молодой актёр или актриса» в 2025 году.
В 2024 году Браун исполнила главную роль Шарлотты в фильме «Чёрная вдова. Укус смерти», а также сыграла Марию Роботник в фильме «Соник 3 в кино».

## Фильмография

### Кино
| Год  |   | Русское название                 | Оригинальное название           | Роль           |
| ---- | - | -------------------------------- | ------------------------------- | -------------- |
| 2020 | ф | Дети кукурузы                    | Children of the Corn            | Энджи          |
| 2022 | ф | Три тысячи лет желаний           | Three Thousand Years of Longing | юная Алитея    |
| 2023 | ф | Сила мечты                       | True Spirit                     | юная Джессика  |
| 2023 | ф | Хроники Панголинов               | The Secret Kingdom              | Верити         |
| 2024 | ф | Чёрная вдова. Укус смерти        | Sting                           | Шарлотт        |
| 2024 | ф | Фуриоса: Хроники Безумного Макса | Furiosa: A Mad Max Saga         | юная Фуриоса   |
| 2024 | ф | Соник 3 в кино                   | Sonic the Hedgehog 3            | Мария Роботник |
|      | ф | —                                | Whale Shark Jack                | Сара           |

### Телевидение
| Год  |   | Русское название               | Оригинальное название          | Роль           |
| ---- | - | ------------------------------ | ------------------------------ | -------------- |
| 2019 | с | Решала                         | Mr Inbetween                   | Мэдди          |
| 2021 | с | Райское местечко               | Eden                           | юная Хедвиг    |
| 2021 | с | Девять совсем незнакомых людей | Nine Perfect Strangers         | Татьяна        |
| 2023 | с | Потерянные цветы Элис Харт     | The Lost Flowers of Alice Hart | юная Элис Харт |

## Награды и номинации
Полный список наград и номинаций на IMDb.
| Год  | Награда                     | Категория                                | Работа                           | Результат |
| ---- | --------------------------- | ---------------------------------------- | -------------------------------- | --------- |
| 2024 | Премия «Молодой актёр»      | Лучший молодой актёр и актриса в сериале | Потерянные цветы Элис Харт       | Номинация |
| 2025 | Кинопремия «Выбор критиков» | Лучший молодой актёр или актриса         | Фуриоса: Хроники Безумного Макса | Номинация |